# Wydział Technologii Produkcji Uniwersytetu Technicznego w Koszycach
Wydział Technologii Produkcji Politechniki Koszyckiej został założony 1 września 1992 roku. Jego siedziba mieści się w Preszowie. Obecnie (2012) dziekanem wydziału jest prof. Jozef Novák-Marcinčin.

## Katedry Wydziału[3]
- Katedra Matematyki, Informatyki i Cybernetyki
- Katedra Projektowania Urządzeń Technologicznych
- Katedra Technologii Wytwarzania
- Katedra Zarządzania Procesami Produkcyjnymi
- Katedra Zarządzania Produkcją
- Katedra Nauk Humanistycznych